# Calyptrotheca
Calyptrotheca je maleni biljni rod iz porodice didijerovki. Postoje dvije priznate vrste sukulentnih grmova raširene po sjeveroistočnoj i istočnoj tropskoj Africi

## Vrste
1. Calyptrotheca somalensis Gilg
2. Calyptrotheca taitensis (Pax & Vatke) Brenan